# الكاتراز (مسلسل)
الكتراز (بالإنجليزية: Alcatraz)‏ مسلسل تلفزيوني أمريكي من تأليف كل من: إليزابيث سارنوف، ستيفن ليليان، وبريان وينبرادت، ومن إنتاج جاي جاي أبرامز وباد روبوت برودكشن. عرض المسلسل أول مرة على شبكة فوكس في 16 يناير 2012. ويركز المسلسل على سجن الكتراز الذي اغلق سنة 1963 نظرا للظروف غير الآمنة للسجناء والحراس. يفترض المسلسل أن كلا من السجناء والحراس اختفوا في عام 1963 وظهروا بشكل مفاجئ في مدينة سان فرانسيسكو، حيث يتم تعقبهم من قبل وكالة حكومية. المسلسل من بطولة ساره جونز، جورج غارسيا، سام نيل، وبارميندر ناقارا.

## القصة
تتمحور قصة المسلسل حول حدث غامض حصل عام 1963 مما جعل 302 سجين وحراسهم في سجن الكتراز يختفون بدون أي تفسير وجيه، لكن لسبب ما يعود المساجين تباع واحد تلو الآخر بنفس السن والهيئة التي فقدوا عليها
تقوم إدارة شرطة سان فرانسيسكو بتكليف المحققة مادسن ريبيكا (الممثلة الأمريكية سارة جونز) وذلك من أجل التحقيق في جريمة قتل،
عندما يتم تعيين شرطة سان فرانسيسكو، ربيكا مادسن في قضية قتل مروع، يقودها بصمة اصبع من موقع الجريمة إلى مشتبه به هو: جاك سالفان (الممثل جيفري بيرس كضيف شرف)وهو امر لا يعقل أن يكون ممكنا بحيث أن جاك سالفان سجين ألـكاتراز الذي توفى منذ عدة عقود !وهو ما يزيد من غموض تلك القضية.
اهتمام مادسن بالقضية أزعج عميل الحكومة الذي يعرف كل شيء ولــكن لايخبر شيئا: ايمرسون هاوسر ( سام نيل) ويحاول إيمرسون هاوزر عرقلة التحقيق، ويكتشف أن المتهم في جريمة القتل جاك سيلفان على قيد الحياة، ويقوم بارتكاب جرائم قتل في شوارع سان فرانسيسكو. اصرار مادسن يوصلها إلى خبير الكتراز الدكتور دييغو سوتو (جورج غارسيا) لتجمع قطع الاحداث التي لا يمكن تفسيرها...ويكتشفان ان سالفان ليس فقط حي يرزق بل انه لم يشخ يوما واحدا منذ ان كان في ألكاتراز!! الاحداث ستؤدي بهم إلى معرفة حقيقة صادمة ان سالفان ليس سوى جزء صغير من تهديد أكثر شرا للوقت الحاضر، لفترة ربما يكون الأول من ظهر من مسجوني ألـكاتراز ولـــكنه لن يكون الأخير.
وتكتشف مادسن أن تاريخ عائلتها مرتبط بهذا السجن؛ حيث كان جدها سجين من السجناء وعمها يعمل كحارس في سجن ألكاتراز، وهو ما يجعل الأحداث في المسلسل مثيرة للغاية ومليئة بالإثارة. هنا تبدأ مهمة الجميع في الحفاظ على أمن البلاد من أكثر المجرمين خطورة في التاريخ

## العرض
الجدول الحالي يبين القنوات التي عرضت المسلسل أول مرة
| البلد           | القناة                                       | أول عرض                    |
| --------------- | -------------------------------------------- | -------------------------- |
| العالم العربي   | إم‌ بي ‌سي أكشن                                | 19 جانفي 2012              |
| أستراليا        | ناين نتورك                                   | 13 فيفري 2012              |
| بلجيكا          | آر تي بي إف                                  |                            |
| البرازيل        | Warner Channel                               | 23 جانفي 2012              |
| كندا            | Citytv                                       | 16 جانفي 2012              |
| الدنمارك        | Kanal 5 ‏                                     | 11 مارس 2012               |
| فنلندا          | Sub                                          | 29 مارس 2012               |
| فرنسا           | TF1                                          |                            |
| إيطاليا         | Premium Crime ‏                               | 30 جانفي 2012              |
| النرويج         | TVNorge                                      | 9 فيفري 2012               |
| بولندا          | Platforma n VOD                              | 6 فيفري 2012               |
| تركيا           | DiziMax                                      | 21 جانفي 2012              |
| المملكة المتحدة | Watch                                        | 13 مارس 2012               |
| إسبانيا         | شبكة تورنر التلفزيونية (pay) La Sexta (free) | 17 جانفي 2012 8 فيفري 2012 |
| البرازيل        | Warner Channel                               | 22 جانفي 2012              |

## الحلقات
| ر. الإجمالي | العنوان               | المخرج          | الكاتب                                           | تاريخ العرض الأصلي | رمز الإنتاج | عدد المشاهدات U.S. (بالمليون) |
| --- | --------------------- | --------------- | ------------------------------------------------ | ------------------ | ----------- | ----------------------------- |
| 1 | «الطيار»              | داني كانون      | Steven Lilien, Bryan Wynbrandt & إليزابيث سارنوف | 16 يناير 2012      | 296790      | 10.05                         |
| بعد سنوات من اختفاء كل سجين في الكاتراز في ظروف غامضة ، ينجذب عميل مكتب التحقيقات الفيدرالي Emerson Hauser والمحقق Rebecca Madsen إلى قضية Jack Sylvane ، الذي هو في فورة قتل. اكتشفوا لاحقًا أن سيلفان كان في الواقع أحد السجناء في السجن. انضم إليه خبير الكاتراز "دوك" سوتو ، هاوزر ومادسن سباق لإيقاف سيلفان وحل لغز الكاتراز. يأخذ هاوزر سيلفان إلى سجن في الغابة مثل الكاتراز.     |                       |                 |                                                  |                    |             |                               |
| 2 | «ايرنست كووب»         | جاك بيندر       | Alison Balian                                    | 16 يناير 2012      | 2J6052      | 10.05                         |
| Ernest Cobb (Joe Egender), another Alcatraz prisoner, is now killing people using a sniper rifle. Madsen and Hauser try to stop him before he kills more, forcing them to try and deduce the motivation for his murder sprees. Lucy is shot by Cobb and is comatose. Lucy is also revealed to be working as a doctor in the 1960s as she is introduced to Cobb when he was in Alcatraz. |                       |                 |                                                  |                    |             |                               |
| 3 | «Kit Nelson»          | Jack Bender     | جينيفر جونسون ‏                                   | 23 يناير 2012      | 2J6053      | 9.03                          |
| A child killer, who would kidnap his victims and return their bodies home, reappears from the past, spurring a manhunt. Dr. Soto proves his worth by coming up with the clues to the killer's capture. Also, a secret from Dr. Soto's past is revealed. |                       |                 |                                                  |                    |             |                               |
| 4 | «كال سويني»           | Brad Anderson   | بوبي هال                                         | 30 يناير 2012      | 2J6055      | 8.44                          |
| A bank robber from the past causes mayhem in the present and puts Rebecca in a difficult position as she has to work out how to get him out of the bank without revealing the existence of the 63s. |                       |                 |                                                  |                    |             |                               |
| 5 | «جاي هاستينغز»        | Charles Beeson ‏ | Steven Lilien & Bryan Wynbrandt                  | 6 فبراير 2012      | 2J6056      | 6.91                          |
| A guard from Alcatraz appears- acting in a far more violent manner than the team would have expected- and encounters Ray, whom Rebecca suspects the guard may be using to track down her grandfather. Ray is revealed to be Rebecca's uncle. |                       |                 |                                                  |                    |             |                               |
| 6 | «باكستون بيتي»        | Paul Edwards    | قالب:StoryTeleplay                               | 13 فبراير 2012     | 2J6058      | 6.24                          |
| A military land mine specialist resurfaces and plants bombs throughout the city. Rebecca, Soto and Hauser follow a series of clues to find his next targeted location. Hauser learns that Lucy might not wake up from her coma, so he removes her from the hospital to be fixed by Dr. Beauregard.                                                                                      |                       |                 |                                                  |                    |             |                               |
| 7 | «جوني ماكي»           | Brad Turner     | Toni Graphia                                     | 20 فبراير 2012     | 2J6054      | 5.98                          |
| Johnny McKee, another former Alcatraz prisoner, returns and begins to poison the people of San Francisco, particularly men who behave similarly to grade-school bullies. |                       |                 |                                                  |                    |             |                               |
| 8 | «الاخوة ايم»          | Nick Copus      | Robert Hull                                      | 5 مارس 2012        | 2J6059      | 5.82                          |
| When brothers Herman and Pinky Ames, who almost escaped in 1961, return to modern times, Soto gets caught and kidnapped by the ultra-violent duo as they follow a map in the hunt for a certain treasure, resulting in a tense confrontation in Alcatraz itself. |                       |                 |                                                  |                    |             |                               |
| 9 | «Sonny Burnett»       | Paul Edwards    | قالب:StoryTeleplay                               | 5 مارس 2012        | 2J6060      | 5.47                          |
| Sonny Burnett, sent to 1960 Alcatraz for kidnapping wealthy people and holding them for outrageous ransoms, appears in the present, seeking revenge for the "betrayal" of one of his kidnapping victims in the past. Also, the blood taken from the 1963 prisoners has a modern connection. The link between Rebecca, Uncle Ray, and Tommy is further explored.                         |                       |                 |                                                  |                    |             |                               |
| 10 | «Clarence Montgomery» | Jack Bender     | Leigh Dana Jackson                               | 12 مارس 2012       | 2J6057      | 5.07                          |
| After a woman is found dead on a golf course, killed in a similar manner to the murdered girlfriend of former Alcatraz inmate Clarence Montgomery, the team begins to suspect that the innocent Montgomery, who was falsely accused of and imprisoned for murdering his girlfriend, has returned, and is now committing crimes similar to that which he was imprisoned for.             |                       |                 |                                                  |                    |             |                               |
| 11 | «Webb Porter»         | Jack Bender     | Steven Lilien & Bryan Wynbrandt                  | 19 مارس 2012       | 2J6061      | 5.04                          |
| Sent to Alcatraz for killing his mother, who tried to drown him when he was younger, violin-playing former inmate Webb Porter resurfaces. He willingly gives blood to Lucy, allowing her to wake from her coma. |                       |                 |                                                  |                    |             |                               |
| 12 | «Garrett Stillman»    | Eagle Egilsson  | Leigh Dana Jackson & Coleman Herbert             | 26 مارس 2012       | 2J6062      | 4.78                          |
| Doc and Rebecca close in on a man who may be the key to revealing the secrets behind all the returning criminals. Meanwhile, Hauser makes a discovery beneath the halls of Alcatraz that reveals more of the truth. |                       |                 |                                                  |                    |             |                               |
| 13 | «Tommy Madsen»        | Aaron Lipstadt  | Daniel Pyne & Jennifer Johnson                   | 26 مارس 2012       | 2J6063      | 4.75                          |
| Rebecca finds the man who killed her partner. The episode includes a recreation of the chase scene in Bullitt. The series ends in a cliffhanger: Rebecca is stabbed by Tommy, flatlines in a hospital and is pronounced dead. Hauser and Lucy make a shocking discovery. |                       |                 |                                                  |                    |             |                               |

## روابط خارجية
- الكاتراز على موقع IMDb (الإنجليزية)
- الكاتراز على موقع ميتاكريتيك (الإنجليزية)
- الكاتراز على موقع روتن توميتوز (الإنجليزية)
- الكاتراز على موقع كينوبويسك (الروسية)
- الكاتراز على موقع ألو سيني (الفرنسية)
- الكاتراز على موقع قاعدة بيانات الفيلم (الإنجليزية)